# Asta a pagamento
La cosiddetta asta a pagamento, chiamata più propriamente asta al centesimo in quanto l'asta aumenta di un centesimo a puntata, è differente dalla comune asta, poiché i giocatori comprano delle puntate. Le aste al centesimo hanno un timer particolare, che riprende a contare ogni volta che riceve una puntata. Un giocatore vince quando nessun utente punta in un determinato tempo (solitamente 15/50 secondi). Vi sono tanti siti di aste al centesimo, molti dei quali però sono poco onesti.

## Come funziona
Nel caso delle aste al centesimo, per partecipare i giocatori devono comprare dei crediti non rimborsabili. Questi crediti possono poi essere spesi per le aste. I crediti che avanzano vengono inglobati dal banditore, alla loro scadenza. Facendo una puntata, il prezzo dell'asta aumenta di un importo fisso centesimale. Ad ogni rilancio scatta un contasecondi, all'inizio di 1 minuto e via via sempre più breve fino a 3 secondi e in questo arco di tempo si può rilanciare. Ad ogni rilancio il contasecondi riparte. L'asta può durare da diverse ore ad una giornata in relazione al costo dell'oggetto in asta.
 Quando il tempo scade senza che nessuno abbia rilanciato, l'ultimo partecipante ad aver piazzato la sua puntata si aggiudica l'asta. Alla fine, il vincitore avrà pagato al banco non solo la quota di partecipazione ad ogni puntata ma l'intera quota di partecipazione, perché i crediti che avanzano non vengono più restituiti; poi pagherà il prezzo finale d'asta che di solito è inferiore al prezzo reale di vendita. Molti siti internet utilizzano questo modello, generalmente chiamato "asta al centesimo". In genere sono venduti prodotti di elettronica di consumo come smartphone, fotocamere, computer portatili, lettori MP3 ed altri dispositivi. Alcuni siti propongono anche aste per aggiudicarsi pacchetti di crediti, denaro in contante e carte di credito prepagate. I crediti generalmente costano tra 0,10 e 1,50 Euro l'uno a seconda del sito web ed esiste un numero minimo di crediti da acquistare, in media di 20 Euro. Ogni puntata fa alzare visivamente il prezzo d'asta di 0,01 Euro (1 centesimo) ma in realtà la puntata sarà relativa al costo del pacchetto acquistato. Questi siti estendendo a propria discrezione la durata del contasecondi tra le puntate, con un tempo che generalmente varia da pochi secondi ad alcune decine di secondi per cui non è possibile avere una risposta immediata da parte del sistema. L'asta si conclude quando nessun altro giocatore effettua puntate prima dello scadere del tempo. Colui che si è aggiudicato l'asta, ottiene l'oggetto pagando una cifra pari al valore raggiunto durante l'asta (più eventuali tasse e spese di spedizione, ove previste). A causa della reale possibilità di spendere molti soldi per acquistare crediti, senza ottenere nulla in cambio, o spendere più del valore di mercato del prodotto che si cerca di aggiudicarsi all'asta, una lunga lista di blog e articoli hanno analizzato il sistema d'aste in oggetto.

## Truffe e raggiri
La Guardia di Finanza ha bloccato la quasi totalità di siti che si occupano di questo tipo di lotterie, trattandosi non di vere e proprie aste, ma di gioco d'azzardo. Con l'operazione "Knocked Down" il Nucleo di Polizia Tributaria della Guardia di Finanza di Milano ha chiuso una ventina di siti web per i reati di truffa e di esercizio abusivo di attività di gioco o scommessa.

## Siti di monitoraggio aste
Sulla scia dell'iniziale successo delle aste al centesimo sul web, sono apparsi siti specializzati nella raccolta di informazioni e monitoraggio dei siti di aste con statistiche dettagliate su aste, partecipanti e puntate (comprensive di dati storici). Alcuni di questi siti offrono anche monitoraggio quasi in tempo reale delle aste in corso mentre altri riportano pareri molto discordanti..